# タミー・ライリー
タミー・ライリー（Tammy June Webb-Liley、旧姓:Webb、現姓:Leibl、女性、1965年3月6日 - ）はアメリカ合衆国の元バレーボール選手。元アメリカ合衆国代表、バルセロナオリンピック銅メダリスト。

## 来歴
カリフォルニア州ロングビーチ出身。ハンティントンビーチにあるオーシャンビュー高校（英語版）で3年間バレーボールを続け、最上級学年時にはAll-Sunsetリーグのファーストチーム（ベストプレーヤー）に選出された。
大学はアリゾナ州立大学に進学し、1985年と1986年にはオールアメリカン（全米ベストプレーヤー）に選出されている。
アメリカ合衆国代表には1987年から参加し、1988年のソウルオリンピック、1992年のバルセロナオリンピック、1996年のアトランタオリンピックの3大会連続出場した。この内バルセロナでは銅メダルに輝き、1993年からはナショナルチーム主将としてチームを率い、アメリカオリンピック委員会が選ぶ年間優秀女性バレーボーラーとなった。タミーは代表チームメンバーとして初の400試合出場を果たした。
海外でのプレー経験もあり、1991-92シーズンにはRCカンヌでプレーしている。

## 球歴
アメリカ合衆国代表
- 1987年 - パンアメリカン競技大会
- 1988年 - ソウルオリンピック（7位）
- 1989年 - NORCECA選手権（銅メダル）
- 1990年 - 世界選手権（銅メダル）
- 1991年 - NORCECA選手権（銀メダル）
- 1992年 - バルセロナオリンピック（銅メダル）
- 1993年 - NORCECA選手権（銀メダル）
- 1994年 - ワールドグランプリ（6位）
- 1994年 - 世界選手権（6位）
- 1995年 - パンアメリカン競技大会（金メダル）
- 1995年 - ワールドグランプリ（金メダル）
- 1995円 - ワールドカップ（7位）
- 1996年 - アトランタオリンピック（7位）

## 私生活
1989年にBrad Lileyと結婚。その後、Geoff Leiblと再婚し二男を授かった。現在はデル・マーのバレーボールクラブでコーチを務める傍ら、サンディエゴ大学女子バレーボール部でもアシスタントコーチを務めている。

## 参考
- タミー・ライリー - Olympedia（英語）